# Abborrtjärnen (Älvdalens socken, Dalarna, 679052-138204)
Abborrtjärnen är en sjö i Älvdalens kommun i Dalarna och ingår i Dalälvens huvudavrinningsområde. Sjön har en area på 0,0521 kvadratkilometer och ligger 443 meter över havet.

## Delavrinningsområde
Abborrtjärnen ingår i det delavrinningsområde (679383-137968) som SMHI kallar för Ovan 678870-138190. Medelhöjden är 452 meter över havet och ytan är 31,45 kvadratkilometer. Det finns ett avrinningsområde uppströms, och räknas det in blir den ackumulerade arean 56,3 kvadratkilometer. Tennan som avvattnar avrinningsområdet har biflödesordning 4, vilket innebär att vattnet flödar genom totalt 4 vattendrag innan det når havet efter 418 kilometer. Avrinningsområdet består mestadels av skog (48 procent) och sankmarker (47 procent). Avrinningsområdet har 0,36 kvadratkilometer vattenytor vilket ger det en sjöprocent på 1,1 procent.